# 亞歷山德里夫卡 (庫尼耶市鎮)
49°27′51″N 37°15′36″E / 49.46417°N 37.26000°E
亞歷山德里夫卡（烏克蘭語：Олександрівка），是烏克蘭的村落，位於該國東部哈爾科夫州，由伊久姆區的庫尼耶市鎮負責管轄。它始建於1886年，面積1.06平方公里，海拔高度176米，2001年人口420，人口密度每平方公里395.1人。